# Trichosalpinx multicuspidata
Trichosalpinx multicuspidata är en orkidéart som först beskrevs av Heinrich Gustav Reichenbach, och fick sitt nu gällande namn av Carlyle August Luer. Trichosalpinx multicuspidata ingår i släktet Trichosalpinx och familjen orkidéer. Inga underarter finns listade i Catalogue of Life.